# Île Foch
Die Île Foch [fɔʃ] ist mit 206,2 km² (etwas größer als beispielsweise die deutsche Ostseeinsel Fehmarn) die zweitgrößte Insel des Kerguelen-Archipels im südlichen Indischen Ozean. Benannt ist die Insel nach dem  französischen Offizier Ferdinand Foch (1851–1929).

## Geographie
Die 28 Kilometer lange Insel wird von den Landmassen der Halbinseln Société de Géographie und Joffre sowie den Inseln Saint-Lanne Gramont und Howe eingefasst. In den Höhenzügen des Inselinneren und des Nordostens erreichen die Berggipfel teils 400 bis 600 Meter Höhe, den höchsten Punkt markiert die Pyramide Mexicaine mit 687 Metern.

## Fauna und Flora
Von Fremdeinwirkungen nahezu unangetastet, bildet die Insel ein Ökosystem, das die ursprüngliche Vegetation der Kerguelen vor den Besiedelungsversuchen aufweist. So finden sich hier keine der von Menschen eingeführten Wirbeltierarten wie Kaninchen, Katzen, Ratten und Mäuse, die entweder den natürlichen Bewuchs oder den Vogelbestand ernsthaft gefährden können. Um diesen Zustand weitestgehend zu wahren, ist der Zugang zur Île Foch stark eingeschränkt und strikten Regelungen unterworfen.